# Otelo Saraiva de Carvalho
Otelo Nuno Romão Saraiva de Carvalho, noto come Otelo de Carvalho (Lourenço Marques, 31 agosto 1936 – Lisbona, 25 luglio 2021), è stato un militare portoghese, tra i principali leader della Rivoluzione dei garofani che il 25 aprile 1974 depose Marcello Caetano.
Dopo la Rivoluzione, Otelo assunse ruoli di leader nei primi governi provvisori portoghesi, insieme a Vasco Gonçalves e Francisco da Costa Gomes, e come capo della forza di difesa militare COPCON. Nel 1976, Otelo si candidò alle prime elezioni presidenziali portoghesi, in cui si piazzò secondo con il sostegno dell'estrema sinistra. Nel 1987 Otelo fu condannato per essere stato un membro di spicco del gruppo terroristico Forças Populares 25 de Abril (attivo negli anni ottanta), che uccise 17 persone in diversi attacchi. È stato graziato negli anni novanta.

## Biografia
Otelo de Carvalho entrò nel 1955 nella Escola do Exército (dal 1959 Academia Militar), da cui uscì con la qualifica di alfiere (equivalente al grado di sottotenente). Nella Guerra coloniale portoghese prestò servizio due volte in Angola, la prima fra il 1961 e il 1963 e la seconda fra il 1965 e il 1967, conseguendo la promozione prima a tenente e poi a capitano. Fra il 1970 e il 1973 fu inviato a combattere in Guinea-Bissau. Rientrato in Portogallo e promosso al grado di maggiore, aderì al Movimento das Forças Armadas. 
Partecipò attivamente al colpo di Stato conosciuto come Rivoluzione dei Garofani e promosse la costituzione della Giunta di Salvezza Nazionale. Nel luglio del 1974 fu promosso generale, nominato comandante della Regione Militare di Lisbona e messo a capo anche del COPCON (Comando Operational do Continente), uno speciale corpo militare incaricato di assicurare l'ordine nel paese. Fu poi chiamato a far parte del Consiglio della Rivoluzione, creato nel marzo del 1975.
Accusato di avere appoggiato il fallito colpo di stato del 25 novembre 1975, promosso da elementi radicali delle Forze armate, fu allontanato dai suoi incarichi, ritornando al grado di maggiore. Dopo la controrivoluzione guidata da settori conservatori dell'esercito, che portò al potere António Ramalho Eanes, perse le elezioni a presidente nel 1976 e nel 1980. Collocato nella riserva dell'Esercito nel 1979, fu reintegrato in servizio nel 1982 e promosso al grado di tenente colonnello. Accusato di contatti con la formazione terroristica delle Forze Popolari 25 Aprile, fu arrestato nel 1984. Processato e condannato nel 1987 a 15 anni di carcere, fu messo in libertà provvisoria nel 1989 ed amnistiato nel 1996.
Otelo rimase un attivista politico all'interno del suo partito, Força de Unidade Popular, e apparve in numerosi documentari sulla rivoluzione dei garofani.

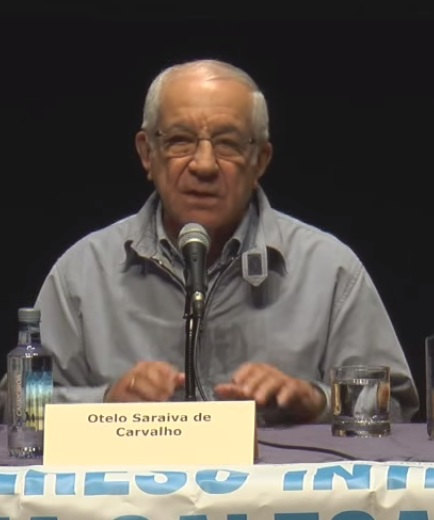
Otelo Saraiva de Carvalho nel 2014

Nel 2011, durante la crisi finanziaria portoghese, quando stava per terminare il governo di centro-sinistra di José Socrates e il paese dovette richiedere l'assistenza finanziaria internazionale, Otelo dichiarò che non avrebbe iniziato la rivoluzione se avesse saputo cosa sarebbe poi diventato il suo paese. Ha anche affermato che il Portogallo avrebbe bisogno di un uomo onesto come Salazar per affrontare la crisi, ma secondo una prospettiva non fascista.
Nel marzo 2020, è stato ricoverato in ospedale a Lisbona per insufficienza cardiaca. Il 10 luglio 2021, Otelo è stato di nuovo ricoverato all'Hospital das Forças Armadas di Lisbona. Morì quindici giorni dopo, il 25 luglio, all'età di 84 anni.

### Influenza
Otelo è ancora un'icona per gli attivisti della sinistra in Portogallo, ma è odiato da molti di destra che lo considerano un terrorista che ha cercato di prendere il potere per diventare il Fidel Castro portoghese.

### Riferimenti nella cultura popolare
Il suo nome viene citato da Nanni Moretti nel film Bianca.

## Vita privata
Si sposò a Lisbona, nella chiesa di São João de Brito, il 5 novembre 1960, con Maria Dina Afonso Alambre (Lourenço Marques, 6 giugno 1936), dalla quale ebbe due figlie e un figlio.
Quando fu imprigionato nella prigione di Caxias negli anni '80, iniziò una relazione con Maria Filomena Morais, una dipendente carceraria divorziata.